# Magyarország kitüntetéseinek viselési sorrendje az 1939. évi állapotnak megfelelően
A magyarországi rendjelek, kitüntetések, dísz- és emlékjelvények viselési sorrendjét a m. kir. kormány előterjesztésére Magyarország kormányzója 1939-ben az alábbiak szerint állapította meg:
1. Katonai Mária Terézia-rend nagykeresztje
2. Katonai Mária Terézia-rend középkeresztje
3. Katonai Mária Terézia-rend lovagkeresztje
4. Magyar Királyi Szent István-rend nagykeresztje
5. A Magyar Érdemrend Szent Koronával ékesített nagykeresztje
6. Katonai Érdemkereszt I. osztálya
7. Lipót-rend nagykeresztje
8. A Magyar Érdemrend nagykeresztje
9. Lipót-rend I. osztálya
10. Vaskorona-rend I. osztálya
11. Különös Dicsérő Elismerés Magyar Koronás Nagy Aranyérem (katonai)
12. Teljes Elismerés Magyar Koronás Nagy Arany Érem (polgári)
13. Nagy Katona Érdemérem
14. Ferenc József-rend nagykeresztje
15. Polgári Hadi Érdemkereszt I. osztálya
16. Magyar Vöröskereszt érdemcsillaga
17. Vöröskereszt érdemcsillaga
18. Magyar Királyi Szent István-rend középkeresztje
19. „Pro Litteris et Artibus” osztrák–magyar Díszjelvény keresztje
20. Corvin-lánc
21. A Magyar Érdemrend középkeresztje a csillaggal
22. Lipót-rend középkeresztje
23. Katonai Érdemkereszt II. osztálya
24. A Magyar Érdemrend középkeresztje
25. Vaskorona-rend 2. osztálya
26. Ferenc József-rend középkeresztje a csillaggal
27. Magyar Királyi Szent István-rend kiskeresztje
28. A Magyar Érdemrend tisztikeresztje
29. Lipót-rend lovagkeresztje
30. Ferenc József-rend középkeresztje
31. Corvin Koszorú
32. Polgári Hadi Érdemkereszt II. osztálya
33. Ferenc József-rend tisztikeresztje
34. Vaskorona-rend III. osztálya
35. A Magyar Érdemrend lovagkeresztje
36. Ferenc József-rend lovagkeresztje
37. Arany Vitézségi Érem tisztek számára
38. Arany Vitézségi Érem tisztek számára
39. Polgári Hadi Érdemkereszt III. osztálya
40. I. osztályú Ezüst Vitézségi Érem tisztek számára
41. Ferenc József Kereszt
42. Katonai Érdemkereszt III. osztálya
43. I. osztályú Érdemkereszt lelkészek számára, fehér-piros szalagon
44. II. osztályú Érdemkereszt lelkészek számára, fehér-piros szalagon
45. I. osztályú Érdemkereszt lelkészek számára, fehér szalagon
46. II. osztályú Érdemkereszt lelkészek számára, fehér szalagon
47. Ezüst Katonai Érdemérem a Katonai Érdemkereszt szalagján
48. Bronz Katonai Érdemérem a Katonai Érdemkereszt szalagján
49. Kormányzói dicsérő elismerés Magyar Koronás Bronz Érem, szalagján az elmaradt háborús kitüntetések kisebbített alakjával
50. Kormányzói dicsérő elismerés Magyar Koronás Ezüstérem keskeny piros-fehér szegélyzésű sötét smaragdzöld szalagon (katonai)
51. Kormányzói dicsérő elismerés Magyar Koronás Ezüstérem, sötét smaragdzöld szalagon (polgári)
52. Magyar Vöröskereszt érdemkeresztje
53. Ezüst Katonai Érdemérem piros szalagon
54. Kormányzói dicsérő elismerés Magyar Koronás Bronz Érem keskeny piros-fehér szegélyzésű sötét smaragdzöld szalagon (katonai)
55. Kormányzói dicsérő elismerés Magyar Koronás Bronz Érem, sötét smaragdzöld szalagon (polgári)
56. Arany Toldi Miklós-érdemérem
57. Ezüst Toldi Miklós-érdemérem
58. Bronz Toldi Miklós-érdemérem
59. Bronz Katonai Érdemérem piros szalagon
60. I. osztályú Ferenc József Emlékjelvény
61. Erzsébet Terézia katonai alapítvány díszítménye
62. Bátorsági Érem
63. Magyar Arany Vitézségi Érem
64. Arany Vitézségi Érem
65. Koronás Arany Érdemkereszt a Vitézségi Érem szalagján
66. Magyar Arany Érdemkereszt
67. Koronás Arany Érdemkereszt piros szalagon
68. Arany Érdemkereszt a Vitézségi Érem szalagján
69. Arany Érdemkereszt piros szalagon
70. Magyar Nagy Ezüst Vitézségi Érem
71. I. osztályú Ezüst Vitézségi Érem
72. Magyar Vöröskereszt érdemérme
73. Magyar Ezüst Érdemkereszt
74. Magyar Kis Ezüst Vitézségi Érem
75. II. osztályú Ezüst Vitézségi Érem
76. Magyar Ezüst Érdemérem, sötét-smaragdzöld szalagon
77. Koronás Ezüst Érdemkereszt a Vitézségi Érem szalagján
78. Koronás Ezüst Érdemkereszt piros szalagon
79. Ezüst Érdemkereszt a Vitézségi Érem szalagján
80. Ezüst Érdemkereszt piros szalagon
81. Magyar Bronz Érdemkereszt
82. Magyar Bronz Érdemérem, sötét-smaragdzöld szalagon
83. Magyar Bronz Vitézségi Érem
84. Bronz Vitézségi Érem
85. Koronás Vas Érdemkereszt a Vitézségi Érem szalagján
86. Koronás Vas Érdemkereszt piros szalagon
87. Vas Érdemkereszt a Vitézségi Érem szalagján
88. Vas Érdemkereszt piros szalagon
89. Károly-csapatkereszt
90. Polgári Hadi Érdemkereszt IV. osztálya
91. II. osztályú Ferenc József Emlékjelvény
92. Sebesültek Érme
93. Magyar Háborús Emlékérem a piros-fehér-zöld színű hadiérem szalagján a kardokkal és a sisakkal díszítve
94. Magyar Háborús Emlékérem a piros-fehér-zöld szegélyű szalagon, kardok és sisak nélkül# Hadiérem
95. I. osztályú Tiszti Szolgálati Jel
96. Díszérem 40 évi hű szolgálatokért
97. Díszérem 35 évi hű szolgálatokért
98. II. osztályú Tiszti Szolgálati Jel
99. III. osztályú Tiszti Szolgálati Jel
100. Vöröskereszt I. osztályú díszjelvénye
101. Vöröskereszt tiszti díszjelvénye
102. Vöröskereszt II. osztályú díszjelvénye
103. I. osztályú Legénységi Szolgálati Jel
104. II. osztályú Legénységi Szolgálati Jel
105. III. osztályú Legénységi Szolgálati Jel
106. Felvidéki Emlékérem
107. Vöröskereszt Ezüst Díszérme
108. Vöröskereszt Bronz Díszérme
109. Jubileumi Udvari Emlékérem
110. Jubileumi Udvari Emlékérem a fegyveres erő számára
111. Jubileumi Udvari Emlékérem a polgári alkalmazottak számára
112. Jubileumi Udvari Kereszt
113. Katonai Jubileumi Kereszt
114. Jubileumi Kereszt polgári alkalmazottak számára
115. Bosznia-Hercegovinai Emlékérem
116. 1912/13-as Emlékkereszt
117. Tűzoltó Érem
118. Külföldi rendjelek

A hadiszalagon, vagy hadidíszítménnyel adományozott kitüntetések a rangsorban az azonos békekitüntetést, a kardokkal adományozott hadi kitüntetések pedig az azonos kard nélküli hadiszalagon vagy hadidíszítménnyel adományozott kitüntetést közvetlenül megelőzték.
A külföld rendjelek viselésének elve az volt, hogy a magasabb fokozatú megelőzte az alacsonyabb fokozatút. Egyforma fokozatúaknál a sorrend a következő: pápai rendjelek, majd a nagyhatalmaké az illető ország francia nevének ábécé-sorrendjében. Külföldi államfők, vagy kormányfők látogatásával kapcsolatban rendezett ünnepségeknél, azok tartamára, az illető külföldi államfő, vagy kormányfő országának rendjelét az első helyen kellett viselni a belföldi rend- és díszjelvények után.
Az rendjelek, érdemjelek, dísz- és emlékjelek új sorrendjének megállapításával kapcsolatban elrendelték, hogy addig is, amíg az akkor éppen átdolgozás alatt álló Öltözeti és Felszerelési Szabályzat kiadásra nem kerül, a rend- és érdemjelek stb. feltűzésére az „A–26., 3. Függelék” jelzésű szabályzat II. Fejezet 32. pont 2. bekezdésében foglaltaktól eltérően, a fenti sorrend legyen az irányadó.